# Mao Kchun
Mao Kchun (čínsky pchin-jinem Máo Kūn, znaky 茅坤, 1512–1601) byl čínský spisovatel, sběratel a politik mingského období.

## Jména
Mao Kchun používal zdvořilostní jména Šun-fu (čínsky pchin-jinem Shùnfǔ, znaky tradiční 順甫) a literární pseudonym Lu-men (čínsky pchin-jinem Lùmén, znaky tradiční 鹿門).

## Život
Mao Kchun pocházel z okresu Kuej-an ( dnes městský obvod Wu-sing, v provincii Če-ťiang) ležícím na východě mingské Číny. Mládí zasvětil studiu konfuciánských klasiků, přihlásil se k úřednickým zkouškám, postupně složil jejich nižší stupně a roku 1538 i nejvyšší, palácové zkoušky, a získal titul ťin-š’. Poté nastoupil úřední kariéru, zprvu zastával funkci okresního přednosty v Čching-jangu (青陽), pak v Tan-si (丹徒). Poté byl přeložen na místo tajemníka na ministerstvu obřadů, pracoval v odboru záznamů na ministerstvu státní správy, sloužil opět v provinciích jako pomocník prefekta Kuang-pchingu (廣平), pomocník náčelníka regionálního obranného velitelství Kuang-si, náměstek provinčního správce Che-nanu a zástupce náčelníka regionálního obranného velitelství v Ta-mingu. V důsledku zranění v boji odešel ze státní služby a věnoval se literatuře.
Stejně jako jeho přátelé Tchang Šun-č’, Wang Šen-čung a Kuej Jou-kuang patřil k autorům, kteří nad jiné oceňovali spisovatele tchangského a sungského období(v opozici k zejména sedmi dřívějším a sedmi pozdějším mingským mistrůmvyzdvihujícím v poezii vrcholně tchangské a starší básníky, v próze chanské autory). Sestavil antologii Tchang-Sung pa ta ťia wen-čchao (唐宋八大家文鈔, Próza osmi tchangských a sungských mistrů) do níž vybral práce osmi tchangských a sungských slavných spisovatelů, a sice Chan Jüa, Liou Cung-jüana, Ou-jang Sioua, Su Š’a, Su Süna, Su Čeho, Wang An-š’a a Ceng Kunga. Antologie byla velmi populární a v mnoha školách sloužila jako zdroj textů zmíněných autorů. Zabýval se i literární teorií, domníval se, že literární tvorba je vyjádřením Cesty (Taa), v hledání cesty má literát začít studiem mladších autorů a postupně se propracovat k mistrům starověku.
Je mu připisována takzvaná Mao Kchunova mapa, která je součástí vojenské encyklopedie Wu-pej č’ sestavené jeho vnukem Mao Jüan-im. Mapa na 40 listech zobrazuje námořní trasu z ústí Jang-c’-ťiang přes jihovýchodní Asii a Indický oceán do Perského zálivu a Afriky.